# Sangaste

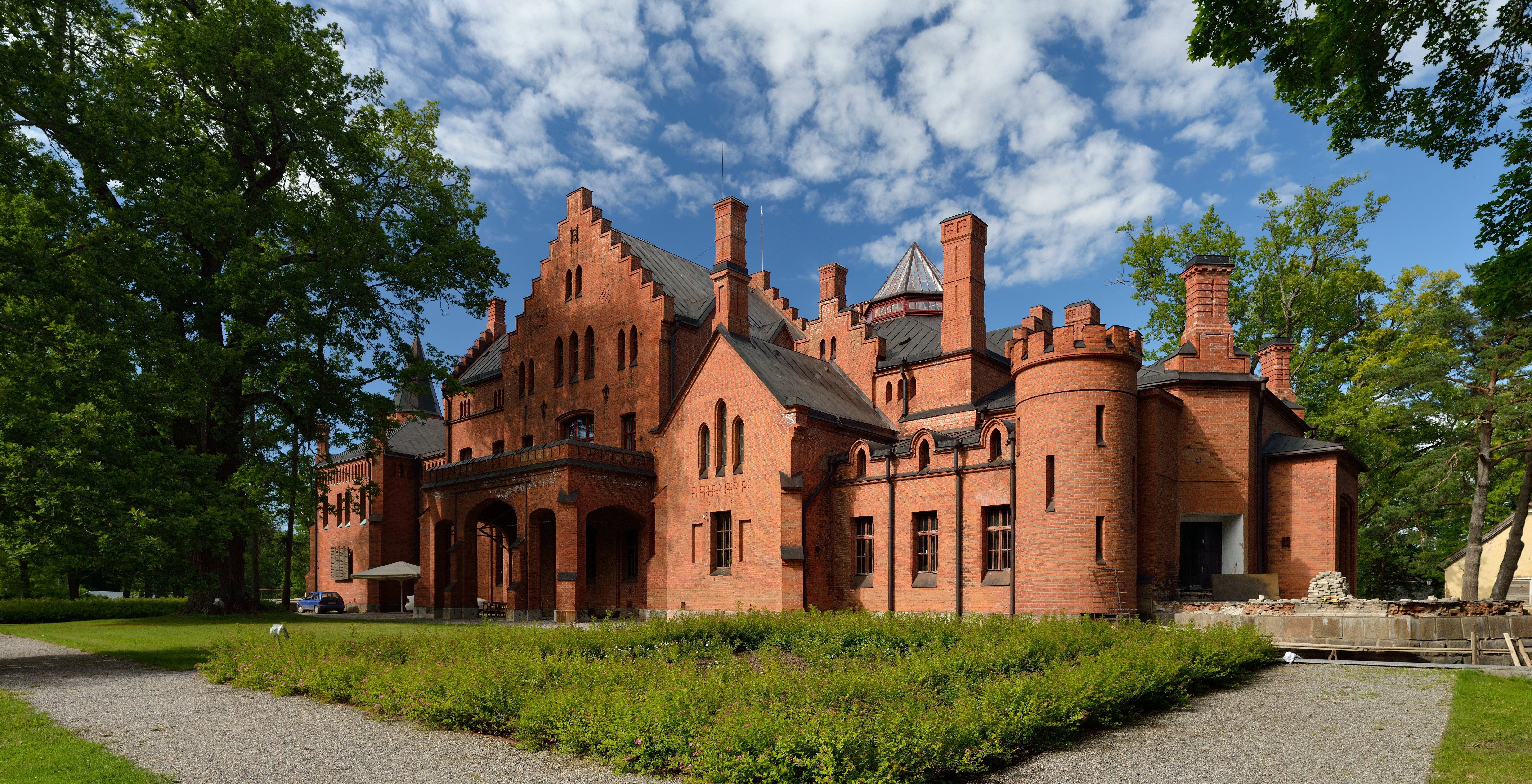

Sangaste è un comune rurale dell'Estonia meridionale, nella contea di Valgamaa. Il centro amministrativo è l'omonimo borgo (in estone alevik).

## Località
Oltre al capoluogo, il comune comprende 13 località (in estone küla).
Ädu - Keeni - Kurevere - Lauküla - Lossiküla - Mäeküla - Mägiste - Pringi - Restu - Risttee - Sarapuu - Tiidu - Vaalu